# 陳伯陶
陳伯陶（1855年—1930年），字象華，子礪，號九龍真逸，別署礪道人、九龍山人，晚更名永燾，廣東東莞縣（今東莞市）中堂鎮鳳涌鄉人。清末政治人物、學者。光緒十八年探花及第。官至江寧提學使，署布政使。清亡後以遺老自況，移居香港。

## 生平
陳伯陶之父陳銘珪為咸豐二年（1852年）副貢。 咸豐五年（1855年）三月十七日，陳伯陶生於東莞縣城家中。五歲啟蒙，六歲時，其父故交、學者陳澧主講東莞石龍的龍溪書院，陳伯陶拜陳澧為師，後來其經學詞章受陳澧影響頗大。十歲，通曉五經。 光緒元年（1875年）中秀才， 光緒五年（1879年）中解元（廣東鄉試考取第一名）。 光緒十八年（1892年）壬辰科殿試高中一甲第三名（探花），賜進士及第，任翰林院編修、文淵閣校理、武英殿協修等職。
光緒二十一年（1895年），陳伯陶外派往雲南、貴州、山東出任鄉試副考官。
光緒二十六年（1900年）八國聯軍攻陷天津，陳伯陶攜眷返回東莞安頓妥當後，隨即趕赴西安追隨慈禧太后和光緒帝。《辛丑條約》簽訂後，陳伯陶跟隨光緒帝回京，並入值南書房任行走，充當皇帝的近身文學侍從。南書房行走雖無實務，但一直是清代文官嚮往的榮譽；事實上陳伯陶後來亦非常緬懷這段在皇帝身邊的歲月。
光緒三十二年，陳伯陶外調江寧提學使，開始走上教育官僚的道路。他曾經到日本考察教育發展，回國後在南京推廣實業高等學堂。他創辦了方言學堂和暨南學堂；前者是外語學校，後者是華僑學校，亦即暨南大學的前身。
光緒三十四年，陳伯陶遷任江寧布政使；可惜就在仕途日隆之際，光緒帝遽然去世。陳伯陶受此打擊，復見政局日漸緊張，遂於宣統二年棄官回歸東莞。
宣統三年，亦即辛亥革命爆發的同年，陳伯陶出任廣東省教育總會會長。武昌起義後，廣東變天，革命軍一度包圍東莞陳宅，陳伯陶於是攜眷逃往香港紅磡暫避。未幾宣統遜位，陳伯陶遂遷往九龍城，打算以此地為長居之所，並以秦朝東陵侯召平於秦亡後種瓜自給的典故，署其小樓名為「瓜廬」，以示效忠清廷，不事二朝。
陳伯陶來港後不剪辮，不易服，以前清遺老面目示人；又自號「九龍真逸」，決心以隱逸度其餘生。其間龍濟光入主廣東，曾力邀陳伯陶出山佐政；又以設廣東省志局為名，請其主持修志。陳伯陶始終不為所動，堅拒不就；反而應東莞同鄉葉湘南之邀，就地於九龍設局纂修《東莞縣志》。六年後志書98卷修成，另附《沙田志》四卷，全書一百卅十餘萬字，於時堪稱巨著。
《東莞縣志》是陳伯陶的專業製作，頗得學界好評。他又著手編纂宋元以來廣東遺民傳記資料，寫成《勝朝粵東遺民錄》、《宋東莞遺民錄》、《元廣東遺民錄》、《明東莞三忠傳》等書，以寄寓其思念前朝之情。
1922年溥儀大婚，陳伯陶攜一萬元巨款入京祝賀，以盡為臣之禮。陳伯陶去國多年後重回昔日入值的南書房，感慨萬分，不勝唏噓。
陳伯陶隱居的九龍城，曾經是南宋末二帝的棲身之所。此地有宋王台及侯王廟兩處遺址；前者為紀念二帝而設，後者則來歷不詳。此段亡國史事不但惹起陳伯陶的遺民思緒，更引起其尋根探低的興趣，最後考訂侯王乃宋末楊淑妃親弟楊亮節。未幾港府計劃收回宋王台遺址轉售，事件為一眾遺老上書陳情勸止；結果港府不但撤回計劃，更容許遺老於宋王台之上修建石垣以為屏護。風波平息後，陳伯陶特此撰寫《九龍宋王台新築石垣記》以表慶賀。陳伯陶不時邀約遺民雅士，聚集其上酬唱互答，以寄故國之思。
陳伯陶一生埋首經籍，著述甚豐。來港之前曾經參與纂修《清史稿》〈儒林〉和〈文苑〉兩傳；在港所著除前述方志及遺民傳記之外，尚有《瓜廬文剩》、 《瓜廬詩剩》、《孝經說》、《袁督師遺稿》、《東江考》等多種。另外，陳伯陶亦不忘薪傳後代，與一眾遺老於學海書樓設壇講學，光大孔門事業。
1929年青山寺「香海名山」牌坊落成，陳伯陶親題對聯誌慶。其聯云：「遵海而來杯渡情依中國土，高山仰止韓公名重異邦人」，對金文泰來港主政頗有讚許之意。
1930年8月20日，陳伯陶卒於香港九龍城寓所。溥儀聞訊後賜予謚號「文良」，為遺老一生畫上圓滿句號。 女婿乃淩鴻勛之侄駐牙買加特命全權大使淩崇熙 （Samuel C.H. Ling)。

## 著述
陈伯陶著述甚多，主要有：
- 《孝经说》三卷
- 《胜朝粤东遗民录》四卷
- 《宋东莞遗民录》二卷
- 《明季东莞五忠传》二卷
- 《袁督师遗稿》三卷
- 《東莞縣志》九十八卷等
- 《宋臺秋唱》一卷
- 《瓜廬詩賸》四卷
- 《瓜廬文賸》四卷
- 《沙田志》四卷

### 書目
- （清）法式善等，《清秘述聞三種》，中華書局，清代史料筆記叢刊，ISBN：ISBN 7101017428。